# مایساکا، شیزوئوکا
مایساکا، شیزوئوکا (به لاتین: Maisaka) یک منطقهٔ مسکونی در ژاپن است که در ناحیه چوبو واقع شده‌است. مایساکا ۱۱٬۸۷۲ نفر جمعیت دارد.